# 930 MBC 뉴스 광주·전남
《930 MBC 뉴스 광주·전남》은 광주MBC TV에서 매주 평일에 방송되었던 광주 지역 아침 준 뉴스 프로그램이었다.

## 경쟁 프로그램
- KBS 930 뉴스 광주·전남 (KBS 광주 1TV)